# Carnival Adventure
Die Carnival Adventure ist ein Kreuzfahrtschiff der Carnival Cruise Line. In Dienst gestellt wurde die zweite Einheit der Grand-Klasse 2001 als Golden Princess für Princess Cruises und 2021 als Pacific Adventure innerhalb des Mutterkonzerns Carnival Corporation & plc an P&O Cruises Australia und nach der Auflösung dieser Marke 2025 an die Carnival Cruise Line transferiert.

## Geschichte

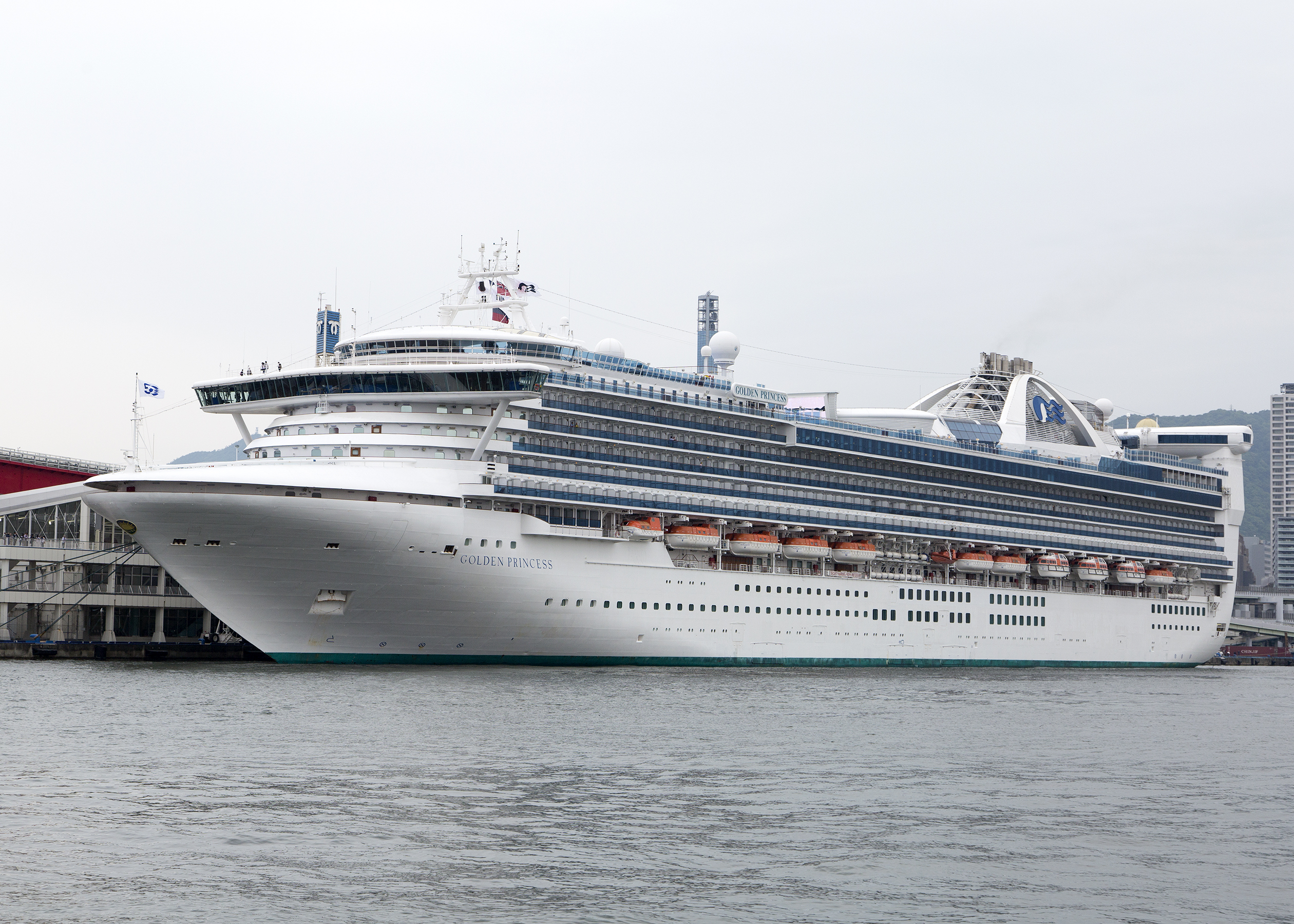
Die Golden Princess im Hafen von Kobe (2016)

Die im Januar 1998 als zweite Einheit der Grand-Klasse in Auftrag gegebene Golden Princess entstand unter der Baunummer 6050 in der Werft von Fincantieri in Monfalcone und wurde am 31. August 2000 ausgedockt. Nach der Übernahme durch Princess Cruises am 28. April 2001 nahm sie am 16. Mai 2001 den Dienst für Kreuzfahrten von Southampton ins Mittelmeer auf. Ursprünglich sollte das Schiff im Oktober 2001 durch die Schauspielerin Jane Seymour getauft werden, dies verschob sich jedoch auf den 17. April 2002. Neue Taufpatin war nun Merlisa George, die damals amtierende Miss US Virgin Islands.

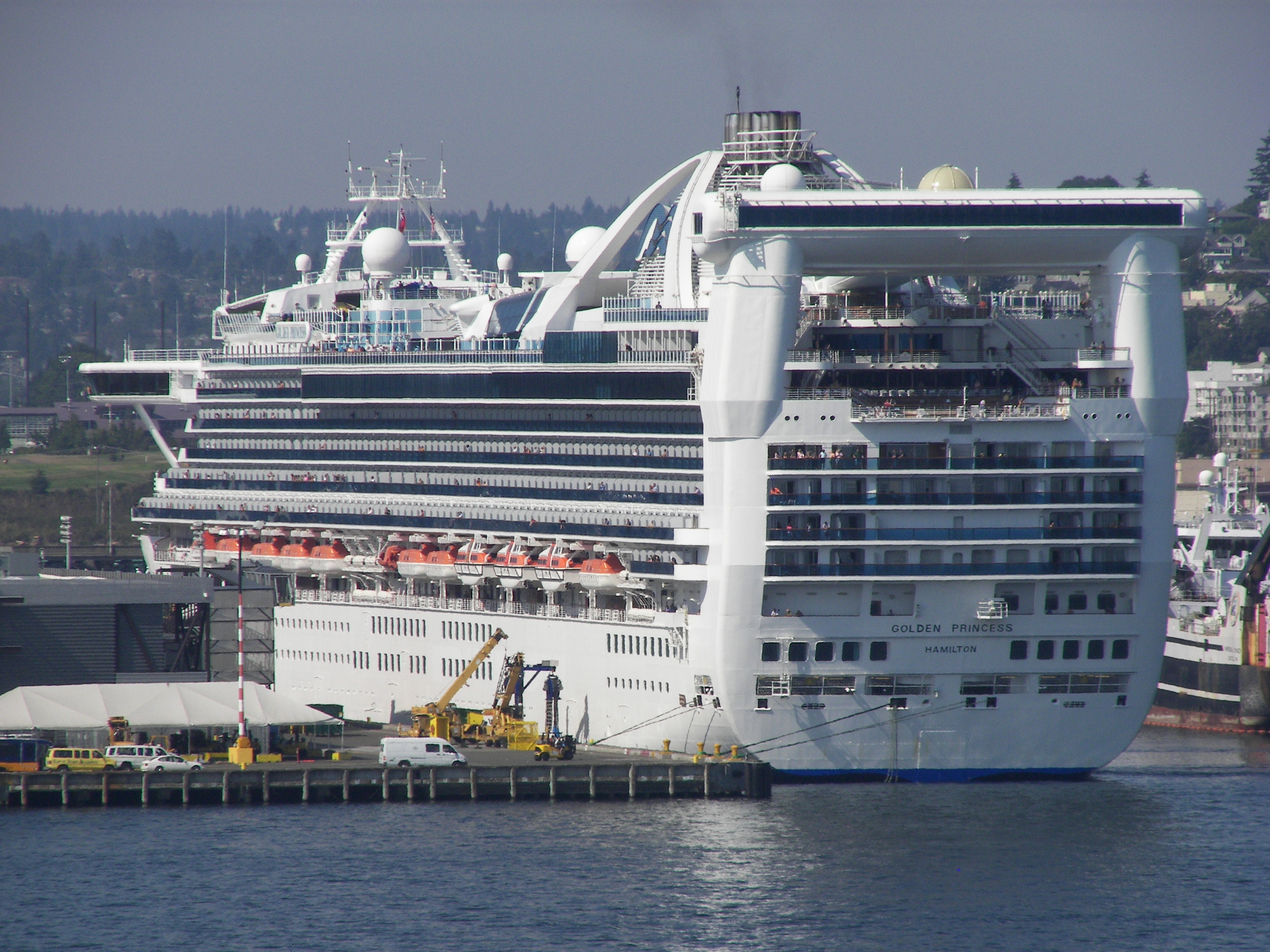
Heckansicht mit dem charakteristischen „Henkel“

Nach Ausbruch der COVID-19-Pandemie musste die Golden Princess im Mai 2020 alle für das restliche Jahr geplanten Reisen einstellen. Bereits 2018 war der geplante Transfer des Schiffes zu P&O Cruises Australia nach der Saison 2020 verkündet worden. Im Oktober 2020 ging die Golden Princess nach Modernisierungsarbeiten in Triest an den neuen Betreiber und erhielt den Namen Pacific Adventure, konnte aufgrund der andauernden Pandemie aber erst im Oktober 2022 zu ihrer ersten Kreuzfahrt aufbrechen. Zuvor lief das Schiff im September 2022 (nur wenige Stunden nach dem Tod von Königin Elisabeth II. mit ihren Flaggen auf halbmast) erstmals den Hafen von Sydney an.
Am 28. Mai 2023 brach gegen 3.30 Uhr Ortszeit auf der Pacific Adventure, die sich zu diesem Zeitpunkt auf einer Comedy-Kreuzfahrt vor der Küste Australiens befand, ein Brand auf dem Balkon einer der Kabinen aus. Die Passagiere mussten sich mit Rettungswesten zu den Musterstationen begeben, wo sie bis zur Löschung des Feuers gegen 5 Uhr früh verbleiben mussten. Das Schiff konnte seine Fahrt danach wie geplant fortsetzen. Insgesamt vier Kabinen wurden bei dem Vorfall beschädigt.
Ein besonderes Merkmal der Pacific Adventure ist der am Heck des Schiffes angebrachte Nachtclub, der aufgrund seines Aussehens auch als „Henkel“ bezeichnet wird. Auch ihre Schwesterschiffe Grand Princess und die seit 2021 ebenfalls für P&O Cruises im Einsatz stehende Pacific Encounter wurden mit diesem Designmerkmal ausgestattet, wobei bei der Grand Princess der Nachtclub 2011 entfernt wurde.
2025 wurde die Marke P&O Cruises Australia eingestellt. Das Schiff wechselte als Carnival Encounter zur Carnival Cruise Line, hierzu wird es in Melbourne umgebaut.